# Borat Sagdijev
Borat Sagdijev är en fiktiv figur som spelas av Sacha Baron Cohen, en brittisk komiker.
Borat är en journalist från Kazakstan. Han har bristfälliga kunskaper i engelska och uppträder på ett delvis mycket ociviliserat sätt. Han är antisemitisk, antiziganistisk, sexistisk, föraktfull mot funktionshindrade och allmänt fördomsfull. Komiken uppstår i form av de reaktioner hans beteende får från omgivningen. Vissa reagerar mycket negativt medan andra ertappas med att sympatisera med Borats politiskt inkorrekta åsikter.
Borat framförde en antisemitisk låt vid namn "In my country there is a problem", även känd bland folk som Throw the jew down the well. Den blev skådespelaren själv kritiserad för.
2006 var det premiär för filmen om denne karaktär: Borat!. Regeringen i Kazakstan var missnöjd med den bild av landet som filmen gav.
I slutet av december 2007 meddelade skådespelaren själv att han tänker lägga ner karaktären Borat.

## Borats språk
Borat inleder oftast sina intervjuer på påhittat kazakiska med en polsk fras: "Jak się masz?" (hur mår du?) och avslutar med "Dziękuję!" (tack).  Hans "kazakiska" är egentligen hebreiska, medan hans resekamrat Azamat Bagatov använder sig av armeniska.